# 레프세

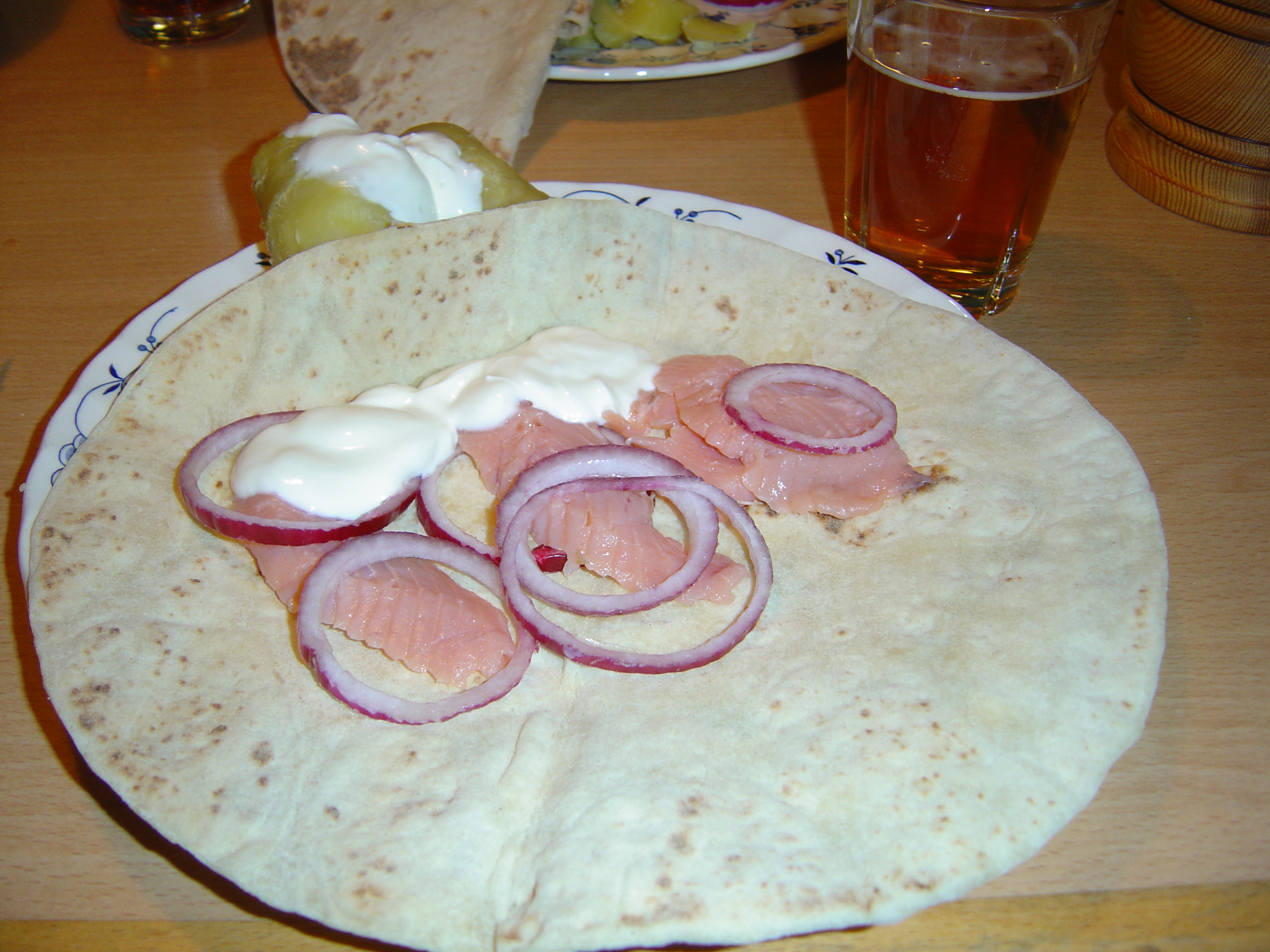
감자와 레프세, 양파, 사우어 크림이 함께 곁들여진 락피스크 요리

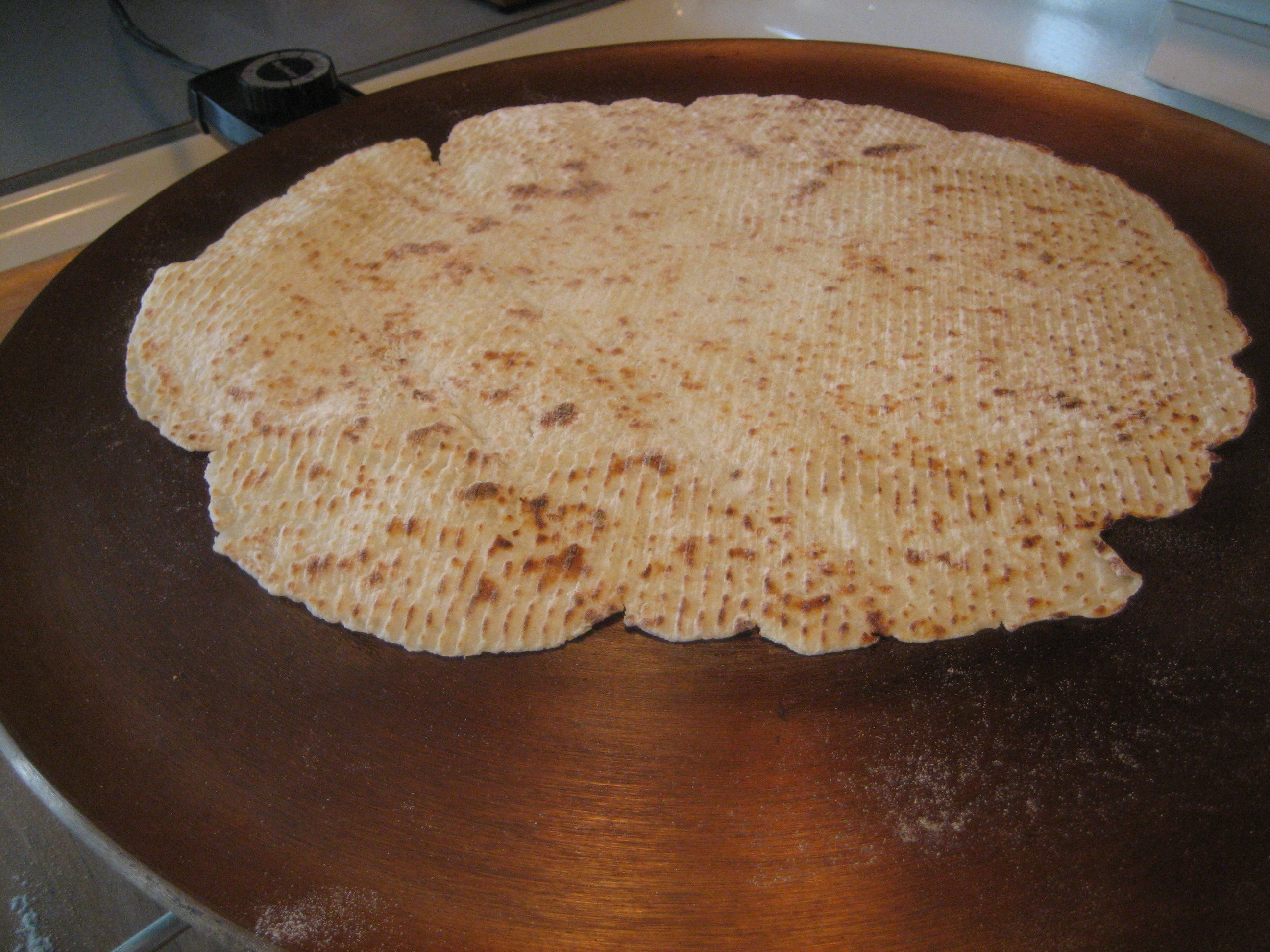
구워먹는 레프세.

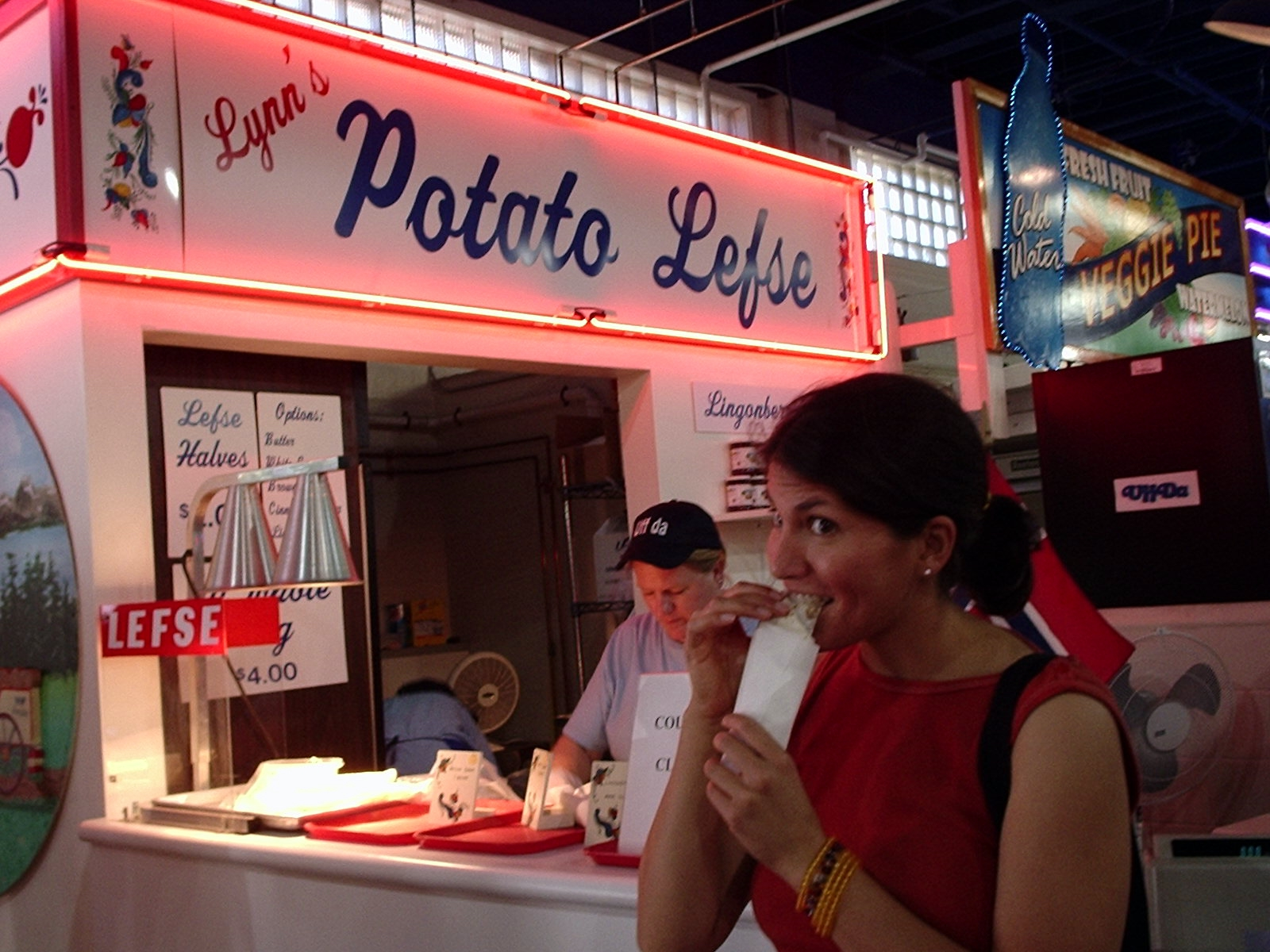
미네소타주의 시장에서 레프세

레프세(노르웨이어: lefse)는 감자, 우유, 혹은 크림과 밀가루로 만들어, 석쇠에 구운 평평한 모양에 말랑말랑한 노르웨이의 전통적인 빵이다. 레프세를 굽기 위한 특별한 기구가 있으며, 긴 나무로 된 회전 막대와 깊은 홈이 여러 개 있는 특별한 롤링핀을 포함한다. 레프세는 지역에 따라 변형의 차가 크지만 일반적으로 납작한 모양을 띤 빵이다. 노르웨이의 많은 지역에서, 특히 발드레스의 레프세는 일반적인 레프세에 비해 훨씬 더 얇다. 노스다코타, 미네소타, 사우스다코타, 북부와 중부 아이오와, 위스콘신과 워싱턴주 등 미국의 일부 지방에서는 레프세를 식료품점에서 구입할 수 있다. 한 미네소타의 토르티야 공장에서 그곳의 토르티야 기계로 한 달에 한 번 레프세를 만든다.

## 레프세의 종류
노르웨이 중부에서는 튄레프세(노르웨이어: tynnlefse, 얇은 레프세)라는 변형 레프세는 버터, 설탕, 계피와 함께 반죽을 밀거나, 혹은 버터와 갈색 설탕 등이 들어가며, 케이크처럼 먹는다.
슈클레프세 또는 쉬클레프세(노르웨이어: Tjukklefse 또는 tykklefse 얇은 레프세)는 종종 케이크처럼 커피와 함께 먹는다.
포테틀레프세(노르웨이어: Potetlefse, 감자 레프세)는 핫도그 빵을 대신해서 사용되기도 하며, 소시지를 둘둘 말아서 먹는다. 이 음식은 노르웨이에서 "펠세 메드 롬페" (노르웨이어: pølse i lompe)로 불리며, "롬페"는 감자 레프세보다 작은 변형식이다.
레프세에 양념을 넣어 먹는 방법에는 여러가지가 있다. 가장 일반적인 것이 버터와 설탕을 레프세에 추가하여 둘둘 마는 것이다. 노르웨이에서는 이를 "레프세-클리닝" (노르웨이어: lefse-klining)으로 알려져 있다. 다른 방법으로는 계피를 넣거나, 혹은 젤리, 또는 월귤나무 열매를 그 위에 펴는 것이다. 스칸디나비아계 미국식 변형식으로는 얇게 펴바른 땅콩버터와 설탕의 조합이거나, 버터와 설탕, 그리고 버터와 옥수수시럽, 혹은 햄과 계란을 넣기도 한다. 또는 쇠고기나 다른 구수한 맛의 재료와도 잘 어울리며, 이는 얇은 토틸라와 비교할 만 하다. 그리고 루테피스크를 레프세에 넣어도 잘 어울린다.
많은 수의 스칸디나비아계 미국인들은 레프세를 주로 추수감사절과 크리스마스에 스칸디나비아의 별식인 루테피스크와 함께 먹는다.
미네소타의 스타벅 마을은 세상에서 가장 많은 레프세의 산지이다.

## 같이 보기
- 차파티
- 팔 (빵)
- 플라트브뢰드
- 툰브뢰드